# National Council of Churches of Singapore
Das National Council of Churches of Singapore (NCCS, dt.: Nationaler Rat der Kirchen von Singapur) ist ein ökumenischer Verband von Kirchen und christlichen Organisationen in Singapur. Es steht in der Nachfolge des Council of Churches of Malaysia (Malayan Christian Council), welches sich zum Council of Churches of Malaysia and Singapore entwickelte. Nach dem Ausschluss  Singapurs aus der Malaysischen Föderation wurde am 24. Juli 1974 ein neues, separates Council of Churches in Singapore geschaffen. Der Nationale Rat repräsentiert mehr als 250 Kirchen in Singapur.
Das Council gilt als „socially conservative and theologically evangelical“ (sozial-konservativ und theologisch evangelikal), wobei es denominational und liturgisch für Diversität steht. Daher haben auch viele unabhängige Kirchen eine Mitgliedschaft im Council. In neuerer Zeit hat das Council eine eher aktive Rolle angenommen. Es veröffentlichte Statements zu gesellschaftlichen Themen, die von den Kirchen als problematisch wahrgenommen werden, beispielsweise das Pink Dot Movement und neue Online-Glücksspiel-Gesetze.

## Organisation
Das National Council of Churches of Singapore ist ein Verband verschiedener christlicher Denominationen. Es wird durch ein Executive Committee geleitet. Derzeit (2021) sind die Mitglieder der Committee:
- Rt Revd Dr. Titus Chung Khiam Boon – anglikanischer Bischof der Church of the Province of South East Asia; Präsident
- Bischof Dr. Gordon Cecil Ignatius Wong Cheong Weng – methodistischer Bischof; Vize-Präsident
- Rt Revd Lu Guan Hoe, Bischof der Lutherischen Kirche in Singapur, Nachfolger von Terry Kee; Vize-Presidänt
- Rt Rev Dr. Teoh Boo Cheow, Moderator der presbyterianischen Presbyterian Church in Singapore; Vize-Präsident
- Rev Dr. Ngoei Foong Nghian, ehemaliger Leiter des Trinity Theological College, Methodist; Generalsekretär
- Mr Selvaratnam Richard Jeremiah, Tamile, Methodist; Treasurer (Schatzmeister)
- Colonel Rodney S. Walters, Heilsarmist
- Rev Dr. Chua Chung Kai, Pastor der Covenant Evangelical Free Church, Chairman of the Evangelical Free Churches of Singapore
- Mr Daniel C S Chan, Chairman  of  the  Investment  Committee des Singapore Bible College

## Kontroversen

### Adam Lamberts Auftritt imStar Performing Arts Centre
Im Mai 2013 befasste sich das NCCS mit einer Beschwerde über den Auftritt von Adam Lambert im The Star Performing Arts Centre, einer kommerziellen Einrichtung, welche vollständig zu Rock Productions, dem wirtschaftlichen Arm der New Creation Church gehört. Lim K. Tham, der damalige Generalsekretär des Council sagte, es sei eine Beschwerde eingegangen, dass „der homosexuelle Lebensstil bei dem Konzert beworben würde“ („the gay lifestyle may be promoted at the concert“), und, dass „das NCCS diese Sorge an New Creation weitergeleitet habe, damit sie eine Antwort geben“ („The NCCS has conveyed this concern to New Creation so that it can make a response“).
In einer Erklärung teilte die Kirche mit, dass der Veranstaltungsort nach den Vorgaben der Behörden vor der Vergabe der Ausschreibung an Rock Productions „auf rein kommerzieller Basis betrieben werden und keine Miet- oder Preispolitik anwenden wird, die zwischen religiösen Gruppen, Institutionen oder Organisationen diskriminiert und von der Anmietung des Veranstaltungsortes abhält“ („on a purely commercial basis and will not implement any leasing or pricing policies that will discriminate between religious groups, institutions or organisations from hiring the venue“). Die Kirche sagte, dass alle öffentlichen Veranstaltungen eine öffentliche Unterhaltungslizenz der Polizei erfordern, und sie habe „größtes Vertrauen“ in die Politik und Fähigkeit von Regierungsbehörden wie der Media Development Authority (Medienentwicklungsbehörde), „die Interessen der Öffentlichkeit zu schützen“. Die Erklärung ergänzte, dass jede Veranstaltung im Zentrum für darstellende Künste „nicht als Kirche missverstanden werden sollte“ oder missverstanden als Zustimmung der Kirche zum Lebensstil des Künstlers.

## Persönlichkeiten
- Keith Lai, Präsident des NCCS bis 2021.[8]
- Rev. Terry Kee Buck Hwa, Bischof der Lutherischen Kirche in Singapur, Präsident des NCCS bis 2020